# Anneka Rice
Anne Lucinda Hartley Rice (Cowbridge, Glamorganshire, 4 de octubre de 1958), más conocida como Anneka Rice, es una presentadora de televisión y locutora de radio galesa.

## Primeros años
Rice nació en Cowbridge, Glamorganshire, Gales y creció en Surrey. Fue educada en tres escuelas independientes: Dunrobin School, Limpsfield, Surrey; San Miguel, Surrey; y Croydon High School. Rice adoptó el nombre de «Anneka» cuando se unió al sindicato de actores británicos Equity, ya que su nombre real ya había sido registrado en esa organización.

## Carrera

### Televisión
Rice comenzó su carrera en la radiodifusión como aprendiz del Servicio Mundial de la BBC.  A los 19 años se mudó a Hong Kong, donde presentó las noticias en la estación de televisión en inglés TVB Pearl. También hizo doblaje en inglés para películas de kung fu. Al regresar al Reino Unido tres años después, trabajó como secretaria en el Departamento de Niños de la BBC.

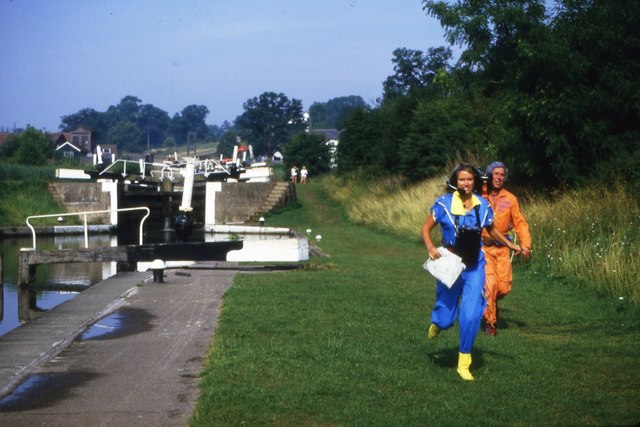
Filmación de Treasure Hunt en Hatton Locks en 1984

En 1982 consiguió su primer trabajo importante en la televisión como la «skyrunner» adecuada para Treasure Hunt de Channel 4, que fue presentada por el experiodista de la BBC, Kenneth Kendall. El programa demostró ser uno de los programas más populares de Channel 4 y fue nominado para un BAFTA en 1986, en la categoría «Mejor programa de entretenimiento». Rice dejó el programa cuando quedó embarazada en 1988, siendo reemplazada por la extenista Annabel Croft.
Rice presentó Children in Need de la BBC en 1987 y comenzó una versión inicial de su próximo proyecto, Challenge Anneka. Esto fue ideado por la propia Rice y se lanzó en 1989 en BBC One. Funcionó por otros cinco años. Más tarde, también presentó Holiday para BBC One. En 1995, la BBC retiró Challenge Anneka.
Como resultado de ser propietaria de los derechos de Challenge, Rice regresó a la televisión en un papel de coproductora en septiembre de 2001, cuando la cadena ABC en los Estados Unidos la contrató para producir una nueva serie basada en el formato, que se denominó Challenge América y presentado por Erin Brockovich. Después de terminar su licenciatura en arte, en 2003 volvió a presentarse en el show de Five Dinner Doctors junto con la asesora de relaciones Jenni Trent Hughes. Rice ha escrito libros sobre esquí y buceo. En 2005, aprobó una línea de productos antienvejecimiento. Volviendo al centro de atención, Rice tuvo un papel principal en Los monólogos de la vagina, que interpretó en el Hipódromo de Birmingham del 31 de enero al 4 de febrero de 2006.
El 9 de junio de 2006, se anunció que Challenge Anneka regresaría, pero esta vez en ITV. El primero de los tres especiales se transmitió el Boxing Day de 2006. Otro episodio se emitió el 6 de junio de 2007. También en junio de 2006, Rice fue copresentadora de un programa de cocina en ITV, Sunday Feast. También participó en el programa de ITV, Extinct, presentado por Trevor McDonald y Zoë Ball. En septiembre de 2007, apareció en la tercera temporada de Hell's Kitchen.
Rice apareció como concursante en el episodio 5 de Celebrity Mastermind el 1 de enero de 2010; eligió la vida y la carrera de Jean Rhys como su materia especializada y terminó como subcampeona, perdiendo ante Tristan Gemmill. En junio de 2012, fue copresentadora de un programa de BBC One, Rolf Paints ... Diamond Jubilee, con Rolf Harris en celebración del jubileo de la reina Isabel II. En agosto de 2012, fue nombrada copresentadora de The Flowerpot Gang en BBC 1 con Joe Swift y Phil Tufnell. En 2017, apareció como concursante en Richard Osman's House of Games y participó en el programa Celebrity Hunted de Channel 4.
En septiembre de 2019, Rice participó como celebridad en la serie 17 del programa de baile Strictly Come Dancing, teniendo como pareja al bailarín profesional Kevin Clifton. Fue eliminada en la tercera semana de la competencia, quedando en el decimocuarto puesto.

### Radio
Rice y Patrick Kielty reemplazaron a Alan Carr y Melanie Sykes en BBC Radio 2 en enero de 2012 durante dos semanas. Fue confirmada, en febrero de 2012, como la sucesora de Zoë Ball en el programa Weekend Breakfast. Ella presentó su último programa el 25 de febrero de 2017. A partir del 1 de abril de 2017, Anneka trabajó desde la medianoche a las 2 a. m. de los sábados, presentando un programa llamado The Happening. Además, desde 2017, presentó la edición del Navidad de Junior Choice, luego de la muerte del presentador Ed Stewart, el año anterior.

### Copa Mundial de Cricket
Cuando Outspan acordó patrocinar al equipo de cricket de Inglaterra antes de su campaña en la Copa Mundial de Críquet de 1999, Rice fue elegida para presentar el evento deportivo.

## Vida personal
Rice se casó con el jefe de teatro Nick Allott, con quien tiene dos hijos; se separaron en 1992. Posteriormente tuvo una relación con el ejecutivo de televisión Tom Gutteridge; se separaron seis meses después de que su hijo naciera en 1997. En 1994, Rice presentó Capital Woman, un programa semanal de revistas para mujeres de Carlton Television, que, al igual que Challenge Anneka, fue producido por la empresa Mentorn de Gutteridge.
Rice decidió dejar la televisión para pasar tiempo con sus tres hijos y pasó cinco años estudiando pintura en el Chelsea College of Art. En 2005 comenzó una relación con el escritor Simon Bell.

## Filmografía
- CBTV Channel 14 (1982–85)
- Treasure Hunt (1982–89)
- Wish You Were Here...? (presentadora)
- Good Morning Britain (presentadora)
- Aspel & Company (invitada – 1986)[19]
- The Grand Knockout Tournament
- Challenge Anneka (presentadora 1989–95, 2006–2007)[20]
- KYTV (invitada – 1990)
- 2point4 Children (invitada – 1992)
- So Graham Norton (invitada – 2001)
- I Love 1980s (invitada – 2001)
- Ready, Steady, Cook (invitada – 2001)
- A Question of TV (invitada – 2001)
- Remotely Funny (invitada – 2002)
- RI:SE (invitada – 2003)
- Dinner Doctors (presentadora)
- Richard & Judy (2003)
- Absolute Power (2003)
- Hell's Kitchen (2004)
- QI (2004)
- Have I Been Here Before? (2005)
- Our Survey Says: the Ultimate Game Show Moments
- The Big Call (invitada – 2005)
- The Wright Stuff (panelista invitada – 2005)
- Holiday (presentadora)
- Passport
- Sporting Chance
- Driving Force
- Capital Woman
- Combat
- Come Dine with Me (invitada – 2006)
- Hell's Kitchen (concursante – 2007)
- Heads or Tails on Five (invitada especial – 2009)
- Celebrity Mastermind (concursante – 2010)
- Countdown (invitada – 2011)
- Countdown (invitada – 2012)
- Rolf Paints....Diamond Jubilee (copresentadora – 2012)
- Flowerpot Gang (copresentadora – 2012)
- Richard Osman's House of Games (concursante – 2017)
- Celebrity Hunted (invitada – 2017)
- Strictly Come Dancing (concursante – 2019)